# Val van Srebrenica
De Val van Srebrenica (ook bekend als het Bloedbad van Srebrenica) is de inname van de Bosnische stad Srebrenica op 11 juli 1995 en de daaropvolgende deportatie en genocide van meer dan 8.000 moslimjongens en -mannen door Bosnisch-Servische troepen. Het exacte aantal slachtoffers is nooit vast komen te staan. Het NIOD ging in 2002 nog van ongeveer 8.000 doden uit, maar het Bosnische herdenkingscentrum heeft tot aan 2009, 8.373 slachtoffers geteld. Tot juli 2012 zijn 6.838 slachtoffers geïdentificeerd.
Na het uiteenvallen van Joegoslavië en de burgeroorlog die daarop volgde werd de stad, evenals Tuzla, Sarajevo, Goražde en Žepa, door de Verenigde Naties tot veilige enclave verklaard, binnen een door Bosnische Serviërs beheerst gebied. De aanwezigheid van een internationale vredesmacht onder de vlag van de Verenigde Naties zag toe op de handhaving van Resolutie 819 Veiligheidsraad Verenigde Naties waarbij beide groepen de veiligheid van het VN-personeel moesten garanderen. In 1993 werd Srebrenica door Servische eenheden dusdanig bedreigd dat de stad door de Verenigde Naties werd uitgeroepen tot het eerste “veilig gebied” in het Bosnische conflict.
Op 11 juli 1995, toen ruim 400 Nederlandse UNPROFOR-militairen (achtereenvolgens de bataljons Dutchbat I, II,III en IV) in Tuzla en Srebrenica hun humanitaire werk deden, drongen Bosnisch-Servische troepen onder bevel van generaal Ratko Mladić met hulp van tanks de stad binnen en deporteerden en vermoordden een groot deel van de daar aanwezige moslimmannen en -jongens. Het wordt gezien als de ergste daad van genocide in Europa sinds de Tweede Wereldoorlog.

## Voorgeschiedenis

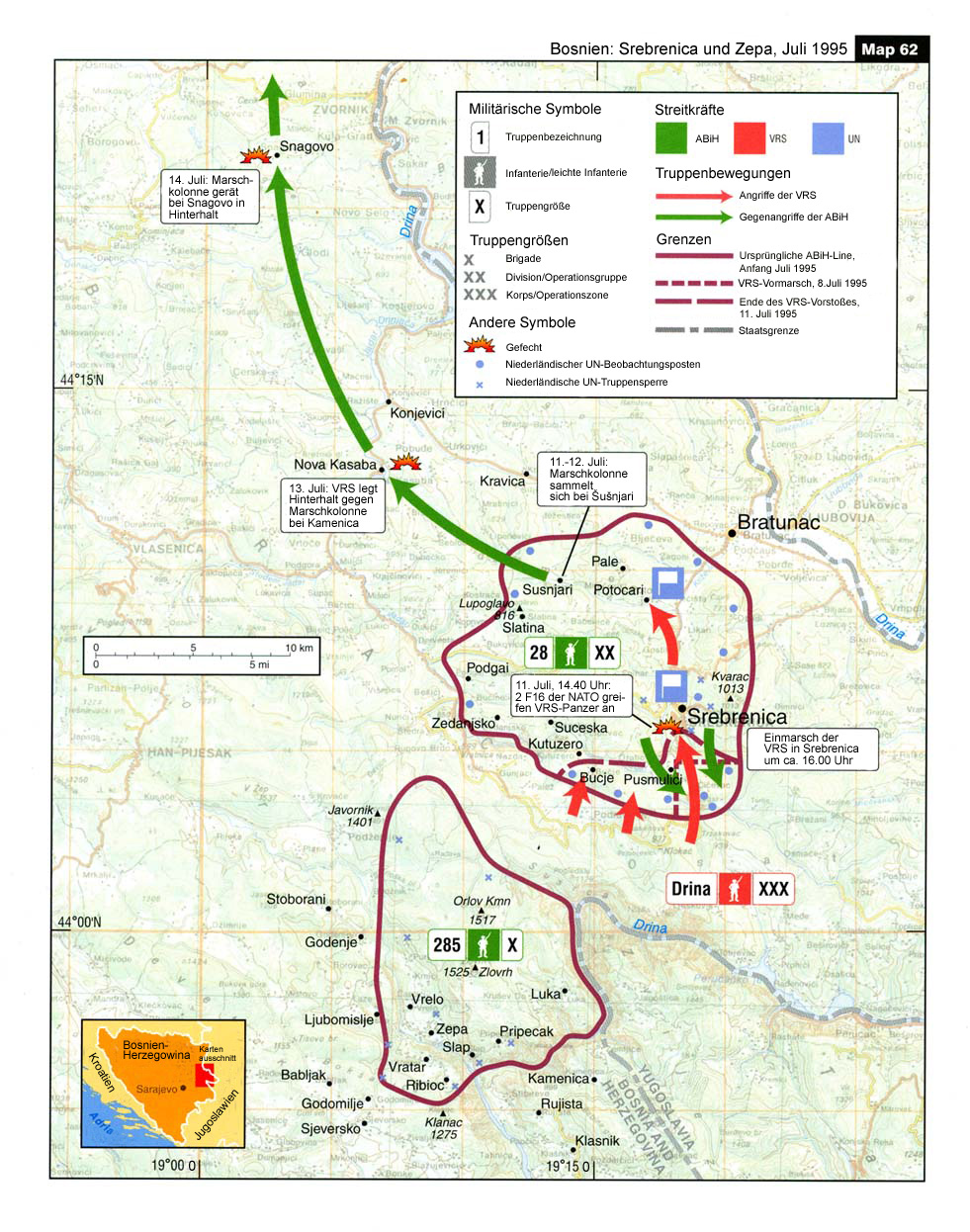
Kaart van het strijdverloop van de Val van Srebrenica

Toen Dutchbat de waarneming in de twee enclaves Srebrenica en Zepa overnam van de Canadezen was het Bosnische gebied rond Srebrenica al drastisch gekrompen. Bosnische eenheden hadden zich rond de stad ingegraven. Daarvoor verlieten groepen bewoners onder leiding van gewapende mannen nu en dan de enclave om voedsel te zoeken in de omringende Servische dorpen. Aangezien de Servische burgers hun voedsel - dat voor deze burgers evenzeer van levensbelang was - vaak met hun leven beschermden en beide groepen bovendien doodsbang waren voor elkaar, hadden ontmoetingen tussen Bosnische en Servische burgers op deze voedseltochten vaak een dodelijke afloop. Veel Servische dorpen in de wijde omgeving van de enclave zijn hierbij in brand gestoken met slachtoffers aan Servische kant.
Deze plundertochten werden veelal uitgevoerd onder leiding van Naser Orić, de algemene militaire commandant van de moslims in Srebrenica. Dit kan wellicht de belangrijkste factor zijn geweest die na de val van de enclave leidde tot de massamoord op moslimmannen. De Britse onderhandelaar David Owen zou later verklaren dat Milošević hem al begin 1993 had gewaarschuwd voor een bloedbad als de Bosnische Serviërs de enclave zouden innemen.
Op 12 februari 2004 verklaarde generaal Philippe Morillon voor het Joegoslaviëtribunaal dat hij overtuigd was dat de val van Srebrenica een direct gevolg was van de aanval van 7 januari 1993, tijdens het orthodoxe kerstfeest, op het Servische dorp Kravica. De afspraak met de Bosnische leiding was dat de enclave gedemilitariseerd zou worden, dat was een voorwaarde van de VN, echter op bevel van de Bosnische president Alija Izetbegović werden alleen de grootste en defecte wapens ingeleverd. De moslimtroepen binnen de enclave voerden regelmatig aanvallen uit op omliggende Servische posten, opzettelijk vanaf posities vlak bij de waarnemingsposten van de VN.
Voortvloeiende uit Resolutie 819 Veiligheidsraad Verenigde Naties van de VN, die voorzag in waarneming in een enclave waarvan de grenzen niet afgebakend werden, en waarbij beide partijen zorg moesten dragen (overeenkomend punt 10 van de resolutie) voor de veiligheid van het VN-personeel, had Dutchbat slechts lichte wapens ter verdediging van zichzelf en in overeenstemming met Resolutie 836 Veiligheidsraad Verenigde Naties, om een aanval af te weren. Naar algemeen oordeel waren de wapens van Dutchbat te licht voor een effectieve afweer. De visie van de VN was echter dat alleen al de aanwezigheid van Dutchbat de Serviërs ervan zou weerhouden de enclave aan te vallen: afschrikken door aanwezigheid. Een andere handicap was de slechte communicatie tussen de hoofdkwartieren van Srebrenica, Tuzla, Sarajevo, Den Haag en het VN-hoofdkwartier in Zagreb.

## Gevechten voorafgaand aan de val van Srebrenica
Op 29 maart werd een observatiepost getroffen door een mortiergranaat van het Bosnische federatieleger, waarbij soldaat der Eerste Klasse Jeffrey Broere zwaargewond raakte. Een pantservoertuig bracht hem naar het ziekenhuis in Tuzla, waar zijn dood werd vastgesteld.
Op 3 juni werd een pantservoertuig getroffen door een antitankraket, waardoor sergeant der Eerste Klasse Pieter van Wesel en soldaat der Eerste Klasse Gaby Looman zwaargewond raakten.

## De val van Srebrenica
Toen de Serviërs Srebrenica naderden sloeg luitenant-kolonel Thom Karremans alarm. Hij vroeg viermaal om luchtsteun, op 6 en 8 juli 1995, en tweemaal op 11 juli. De eerste twee keer weigerde brigadegeneraal Cees Nicolai vanuit Sarajevo Karremans' verzoek aan het VN-hoofdkwartier in Zagreb aan generaal Bernard Janvier door te geven, omdat de aanvragen niet voldeden aan de gemaakte afspraken omtrent het aanvragen van luchtsteun: toen waren er nog geen directe gevechtshandelingen.
Op 8 juli werd in de buurt van observatiepost 'Foxtrot' gevochten tussen Servische en moslimstrijders. De post kwam in de vuurlinie te liggen, toen een Servisch pantservoertuig door de moslim-linies brak. De militairen van Dutchbat kregen tien minuten de tijd om de post te verlaten, die daarop door de Serviërs werd overgenomen. Zij stuitten bij hun vertrek op een barricade van Bosnische moslims. De Dutchbatters reden met hun pantservoertuig door de barricade. De Nederlandse soldaat Raviv van Renssen verloor daarbij het leven door een handgranaat, die vanuit de barricade op het voertuig werd geworpen toen hij zijn luik opende om de aanwezigen aan te spreken.
Op 10 juli beval generaal Janvier de Nederlanders met hun pantserwagens een defensieve 'blocking position' in te nemen teneinde verder oprukken van de Serviërs te stuiten.
Pas op 11 juli, toen Servische tanks de stad al waren binnengedrongen, speelde generaal Nicolaï Karremans' laatste aanvraag voor luchtsteun door aan Janvier, die eerst zou hebben geweigerd. De tweede aanvraag op 11 juli werd wel gehonoreerd. De vliegtuigen (F-16's), die in afwachting van een inzetbevel al uren rondcirkelden, waren ondertussen door Nicolaï gesommeerd terug te vliegen naar hun basis in Italië om bij te tanken.

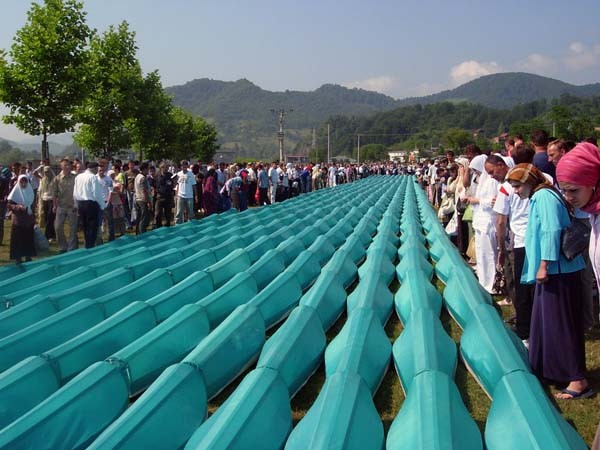
Begrafenis van 505 geïdentificeerde slachtoffers in Potočari, 11 juli 2006

Uiteindelijk voerden twee Nederlandse F-16's om 14:40 een luchtaanval op twee tanks uit, vrijwel zonder tactisch effect. De leiding berustte bij eerste luitenant Manja Blok. Haar vliegtuig wierp – in opdracht van een militair op de grond – twee bommen af op twee Servische tanks. Een groep Amerikaanse jachtbommenwerpers kon zijn doel echter niet vinden en moest terugkeren naar de basis. De enclave was toen reeds onder de voet gelopen en de luchtaanval werd op bevel van de VN en na sterk aandringen van minister Voorhoeve afgebroken, omdat Servische militairen dreigden een groep van 55 gegijzelde Dutchbatters te doden. De Nederlandse militairen en duizenden inwoners waren intussen naar het nabijgelegen Potočari gevlucht, de VN-basis waar Dutchbat was gelegerd.
Zo'n vijftienduizend Bosnische moslims, vooral mannen, sloegen in de nacht van 11 op 12 juli vanuit de enclave op de vlucht. Een deel van hen was voorzien van lichte wapens zoals pistolen, geweren en handgranaten. Buiten het zicht van Dutchbat trokken zij te voet de bergen in en probeerden het veilige Tuzla te bereiken. Zo een twintigduizend achterblijvers zochten toevlucht op en rond de VN-compound in Potočari. Het waren gewonden, vrouwen, kinderen en vooral oudere mannen. In de fabriekshal verbleven vijfduizend vluchtelingen. De voorraad aan voedsel en de sanitaire voorzieningen waren niet op dit soort aantallen voorzien. In de enclave waren geen westerse media aanwezig, alleen een door Mladić meegetroonde Servische televisieploeg. Die registreerde hoe Bosnisch Servische soldaten chocola uitdeelden aan kinderen en hoe Mladić vriendelijk praatte met een van hen. De generaal beloofde de wanhopige vluchtelingen op geruststellende toon dat ze snel weg mochten en dat hen niets zou overkomen. Hij had de regie, ook over de aftocht. In de dagen ervoor had hij VN-commandant Karremans tijdens drie ontmoetingen geïntimideerd, vernederd en zijn wil opgelegd.

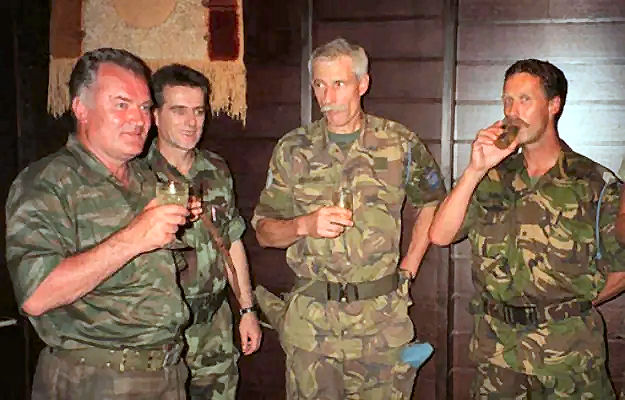
Mladic en Karremans (juli 1995)

Op 13 juli werden de Bosnische moslims die bij Dutchbat in Potočari veiligheid zochten, door zwaarbewapende Servische soldaten onder regie van Ratko Mladić in bussen gedwongen om naar Tuzla geëvacueerd te worden. Bij die operatie assisteerde Dutchbat om een en ander ordelijk te doen verlopen. Kort na vertrek werden door Servische soldaten de jongens en mannen van de vrouwen gescheiden. Mladić beloofde dat dit alleen gebeurde om deze groep te verhoren en ze daarna te herenigen met hun familie in Tuzla; allen bleken later echter vermoord of vermist. Hierbij waren zowel Mladić' soldaten als paramilitairen van de groep de Schorpioenen betrokken.
Dutchbat werd aansluitend teruggetrokken op één compagnie na, de Alfacompagnie van 42 Bataljon Limburgse Jagers. Zij behoorde tot het oorspronkelijke Dutchbat 4; de eenheid bleef in Shimin Han tot november 1995. De feestelijke ontvangst in Zagreb van de Nederlandse militairen door minister Voorhoeve veroorzaakte commotie: hossende en bierdrinkende Dutchbatters in Zagreb die in het NOS Journaal te zien waren tijdens het verdwijnen van de geëvacueerde moslims in Srebrenica hebben de indruk van onverschillige soldaten gewekt. Volgens het NIOD-rapport ging het echter slechts om enkele feestvierders.
In 2002 waren nog maar ruim zestig van de lichamen teruggevonden. Anno 2005 zijn meer dan 1500 lichamen geïdentificeerd. Door internationale inspanning tracht men de gevonden lijken te identificeren voor de nabestaanden. Deze hebben zich sinds 1995 verenigd in de 'Campagne voor Waarheid en Gerechtigheid'.

## Het 'vernietigde' fotorolletje van Srebrenica
Op 24 juli 1995, toen Dutchbat terugkeerde op vliegbasis Soesterberg, hoorde majoor R. de Ruyter van de sectie inlichtingen en veiligheid van de MID/KL dat een filmrolletje van luitenant Ron Rutten uiterst gevoelig materiaal - bewijs van Servische oorlogsmisdaden - bevatte. De Ruyter opperde aan generaal Couzy dat de Militaire Inlichtingendienst de film zo snel mogelijk in handen moest krijgen.
Couzy ging akkoord en De Ruyter haalde de volgende dag, 25 juli, bij Rutten thuis het rolletje op. 
De volgende dag reed De Ruyter naar de Frederikkazerne in Den Haag, waar adjudant H. Winkelman van de audiovisuele afdeling van de MID/KL hem opwachtte. Winkelman bracht het rolletje niet naar zijn eigen donkere kamer, maar naar die van de MID/KM, de inlichtingendienst van de marine. Bij het ontwikkelen van het filmpje ging het echter fout, en de beelden werden daardoor gewist. Onderzoek van het Gerechtelijk Laboratorium wees later uit dat het ontwikkelen van de film van Rutten was mislukt in een mengsel van 70% ontwikkelaar en 30% fixeer. 'Een menselijke fout', oordeelde Defensie later.
Toch bleven er vraagtekens rond de behandeling van het filmpje. Zo vermeldde het teruggevonden register van adjudant Winkelman 25 juli als de dag waarop het rolletje was binnengekomen en niet 26 juli. Een vergissing volgens Winkelman, die verklaarde het rolletje later te hebben 'ingeschreven'. Dat hij in het register 'vernietigd' schreef, kwam doordat 'het beeldmateriaal was vernietigd in het chemisch proces'.
Het raadsel rond het fotorolletje ging een eigen leven leiden. Op de opname zou duidelijk te zien zijn geweest dat Defensie van het begin af aan op de hoogte was van de massamoorden. Volgens de onderzoeksleider van het onderzoeksteam van de Koninklijke Marechaussee (‘Kodak-team’) uit 1995, Peter Rutten, ligt het fotorolletje nog ergens in het archief.

## Nasleep

### Onderzoek naar de toedracht
Tijdens een geheim beraad tussen Nederlandse topambtenaren van het Ministerie van Defensie en de top van de krijgsmacht, drie maanden later, werden de verantwoordelijke officieren en veel Dutchbatters gehoord. Het verslag van deze besprekingen is bijna een halfjaar daarna uitgelekt.
In november 1996 heeft de Nederlandse regering, met instemming van de Tweede Kamer, opdracht verleend aan het Nederlands Instituut voor Oorlogsdocumentatie (NIOD) tot een officieel historisch onderzoek inzake de gebeurtenissen vóór, tijdens en na de val van Srebrenica.
Hoewel de Fransen en de VN reeds eigen Srebrenicarapporten hadden uitgebracht, dateert het eerste officiële Nederlandse rapport uit 1998. Het werd geschreven in opdracht van de toen net aangestelde minister van Defensie Frank de Grave en uitgevoerd onder leiding van prof. dr. Jos van Kemenade. Dat tussentijdse rapport bracht weinig verhelderende feiten aan het licht. Er zou geen sprake zijn van een 'doofpotcultuur' op Defensie.
Tijdens de val van de enclave was al duidelijk dat het zeer moeilijk was om luchtsteun te krijgen. In juni 2015 onthulde het televisieprogramma Argos geheime afspraken uit Amerikaanse documenten die de bondgenoten van Nederland - de VS, Frankrijk en Groot-Brittannië - hadden gemaakt om geen luchtsteun te verlenen. Minister Hennis vroeg daaropvolgend de bondgenoten alsnog om opheldering.
Volgens geschiedschrijver Geert Mak zijn er aanwijzingen dat alle betrokken partijen de enclave al voor 1995 hadden opgegeven. Dit zou, naast de onwil om luchtsteun te geven, blijken uit het te kleine aantal manschappen dat door de Amerikanen en West-Europeanen voor heel Bosnië werd ingezet (een vijfde van wat nodig zou zijn) en in het bijzonder uit de slechts 400 man onvoldoende bewapende troepen die Srebrenica moesten verdedigen. Ook de Bosnische regering zag de enclave mogelijk als niet-houdbaar. Naser Orić en zijn officieren werden namelijk in april 1995 door hun legerleiding naar Tuzla gehaald voor 'overleg'. Zij gingen echter niet terug waardoor hun paramilitairen in Srebrenica vanaf dat moment zonder leiding zaten. De enclaves zouden geen strategische waarde hebben, het was een handenbinder voor zowel de VN als de Bosnische regering en ze beletten de vorming van duidelijke en verdedigbare frontlinies.

### Onderzoek naar verantwoordelijkheid
De vraag of en in hoeverre Nederlandse militairen verantwoordelijk zijn geweest voor dit drama is niet geheel opgehelderd. Het rapport-Van Kemenade gaf geen uitsluitsel. Ook het volumineuze NIOD-rapport van april 2002 trok weinig harde conclusies. In dat rapport werd de schuld min of meer verdeeld over de politiek en de militaire top, maar werd Dutchbat zelf ontzien. De militaire top werd onder meer verweten feiten verdoezeld te hebben en de Nederlandse overheid werd onder meer verweten met de uitzending van de militairen een onverantwoorde beslissing te hebben genomen: slecht mandaat, slechte voorbereiding, slechte uitrusting.
Een probleem bij het achterhalen van de juiste toedracht werd in beide gevallen bemoeilijkt door weigering van de Serviërs aan de onderzoeken mee te werken. Sommige auteurs hebben wel geconcludeerd dat er onder de militairen van Dutchbat een uitgesproken anti-moslimstemming heerste. De leiding van Dutchbat zou volgens de Amerikaanse auteur David Rohde in zijn boek A Safe Area. Srebrenica: Europe's worst massacre since the Second World War zelfs pro-Servisch zijn geweest. Bewijs is daar echter niet voor geleverd.
Verantwoordelijke ministers in die periode waren de ministers van Defensie Relus ter Beek en zijn opvolger Joris Voorhoeve. Verantwoordelijke minister van Buitenlandse Zaken was Hans van Mierlo onder minister-president Wim Kok. Een bataljon van de 11 Luchtmobiele Brigade was in 1993 uitgezonden onder premierschap van Ruud Lubbers, toen Pieter Kooijmans minister van Buitenlandse Zaken was.
Verantwoordelijke VN-functionaris was de Franse luitenant-generaal Bernard Janvier.
Verantwoordelijke binnen de Nederlandse krijgsmacht: bevelhebber der landstrijdkrachten generaal Hans Couzy, plv. generaal Ad van Baal en de chef-staf van UNPROFOR in Sarajevo Cees Nicolaï. Overste Karremans werd lokaal verantwoordelijk voor de gehele enclave Srebrenica in de functie van commandant Dutchbat III te Potočari, plaatsvervangend commandant van Dutchbat III was majoor Robert Franken eveneens in Potočari.
Onderzoek naar de juiste toedracht werd bemoeilijkt doordat de verklaringen van Nederlandse militairen, van VN-verantwoordelijken en van de Nederlandse overheid tegenstrijdig waren. Bovendien ging een fotorolletje, waarop bewijzen van de massamoorden zou staan, bij het ontwikkelen verloren. De bevelhebber van de Koninklijke Marechaussee commandant Diederik Fabius gaf opdracht tot het onderzoek hieromtrent.
De conclusie was dat de vloeistof voor de ontwikkeling van de film de verkeerde samenstelling had als gevolg van een "menselijke fout". Een tweede rolletje  leverde wazige en donkere foto's op die nauwelijks bruikbaar waren. De gang van zaken werd naderhand uitvoerig onderzocht en behandeld bij de parlementaire enquete, inclusief de rol van de verantwoordelijke leiding en minister van Defensie, Joris Voorhoeve.
Janja Beč-Neumann, gerenommeerd Servisch genocide-onderzoekster, stelt dat Dutchbat door onder andere haar hulp bij het scheiden van de mannen en vrouwen en het opstellen van 'Franken's lijst' met daarop 239 mannen die gered mochten worden - maar het niet werden - gecollaboreerd heeft met de Bosnisch-Servische troepen.
Op 15 november 1999 bracht de VN haar definitieve rapport uit over de Val van Srebrenica.

### Het NIOD-rapport en de gevolgen
Het definitieve onderzoeksrapport werd op woensdag 10 april 2002 in de Rolzaal in Den Haag aan het kabinet gepresenteerd en openbaar gemaakt door een van de onderzoeksleiders, NIOD-directeur Hans Blom (historicus). Het eindrapport bestaat uit een hoofdrapport van 3 delen - "Srebrenica, een 'veilig gebied'; Reconstructie, achtergronden, gevolgen en analyses van de val van een Safe Area" en een aantal deelstudies, in totaal 6.600 bladzijden.
Zowel minister De Grave als de minister van VROM, Jan Pronk, gaf binnen enkele dagen te kennen consequenties te trekken uit het rapport en te willen aftreden. Op dinsdag 16 april 2002 viel het gehele tweede kabinet-Kok als gevolg van de kabinetscrisis over het Srebrenica-drama. Bij monde van premier Wim Kok heeft de Nederlandse regering hiermee openlijk wel verantwoordelijkheid voor de gebeurtenissen op zich genomen maar niet de schuld. Die moet volgens Kok in breder, internationaler verband gezocht worden, niet het minst bij de Serviërs. Op woensdag 17 april nam de bevelhebber van de landmacht, generaal Van Baal, ontslag.
Het parlement ging vervolgens over tot het instellen van de parlementaire enquête naar de Val van Srebrenica. De enquêtecommissie stond onder leiding van Bert Bakker (D66).
In december 2006 kregen ongeveer 470 militairen die deel hadden uitgemaakt van Dutchbat III het Draaginsigne Dutchbat III 'als symbool van erkenning voor de ongeveer 850 militairen die in moeilijke omstandigheden naar eer en geweten hebben gefunctioneerd en ten onrechte gedurende langere tijd in een negatief daglicht zijn gesteld', uitgereikt door minister van Defensie Henk Kamp. Het draaginsigne was bedoeld als een erkenning, niet als beloning, voor de militairen die sinds de val van de enclave zeer negatief in het nieuws kwamen. De toekenning van het insigne gaf desondanks aanleiding tot kritiek, onder anderen van nabestaanden van de slachtoffers en de nabestaanden van de vermoorde inwoners van Srebrenica. Nabestaanden van slachtoffers alsmede het IKV protesteerden; de Nederlandse ambassadeur in Sarajevo, Karel Vosskühler, werd zelfs ontboden bij de regering van Bosnië.

### Aanklacht van de nabestaanden
Op 4 juni 2007 werden de Staat der Nederlanden en de Verenigde Naties namens de nabestaanden van de slachtoffers officieel aangeklaagd in een civiele procedure. De nabestaanden verweten de Nederlandse Staat onder meer het zenden van een niet op zijn taak berekend bataljon, het niet optreden tegen de Servische aanval, het niet beschermen van de burgerbevolking en het actief tegenwerken van luchtsteun. Het actief ingrijpen van de Nederlandse regering ter voorkoming van luchtsteun zou de bedoeling hebben gehad de ongeveer dertig Nederlandse militairen te ontzien die door de Servische milities waren gegijzeld. Hierdoor werd het mandaat echter ten onrechte dusdanig uitgelegd, dat het primair zou gaan de eigen militairen te beschermen en aldus niet de burgerbevolking, waarvoor dat mandaat nu juist was ingesteld. Ook zouden de Nederlanders de oorlogsmisdaden waarvan zij getuige waren geweest niet aan de Verenigde Naties hebben gerapporteerd. Op 5 juli 2011 werd de Nederlandse Staat door het gerechtshof in Den Haag aansprakelijk bevonden voor wat betreft drie van de slachtoffers. Zij werden van de compound van Dutchbat III gestuurd en daarmee in feite aan de Bosnische Serviërs overgeleverd, waarvan de Nederlanders konden weten dat deze de mannen niet zouden sparen, aldus de rechtbank.
Op 27 juni 2017 vonniste het gerechtshof van Den Haag dat de Nederlandse Staat voor 30 procent aansprakelijk was voor de gewelddadige dood van 350 moslimmannen die zich ter eigen bescherming verscholen hadden in de VN-compound. Het hof nam daarmee grotendeels het vonnis over van de rechtbank van Den Haag uit 2014. Volgens het hof werkten de Dutchbat-militairen 'onrechtmatig' mee aan de evacuatie van de moslimmannen uit de relatief veilige compound. Ze werden door Dutchbat uitgeleverd aan de Bosnische Serviërs en werden vervolgens door hen geëxecuteerd. Het hof gaf aan dat de leiding van Dutchbat geweten moet hebben dat de 350 mannen 'een reële kans hadden op een onmenselijke behandeling of executie'. Het hof oordeelde dat als de mannen in de compound waren gebleven, ze dertig procent kans hadden gehad om te overleven, gelijk aan het percentage waarvoor de Staat aansprakelijk werd gesteld. Nederland diende volgens het hof dertig procent te betalen van de door de nabestaanden geleden schade. In 2019 werd dit oordeel door de Hoge Raad definitief bijgesteld tot een aansprakelijkheid van tien procent.

### 2015: nieuw NIOD-onderzoek
Naar aanleiding van de uitlatingen van oud-minister van Defensie Joris Voorhoeve in juni 2015 in het televisieprogramma Argos, kreeg in december 2015 het NIOD van de Nederlandse regering een nieuwe onderzoeksopdracht met betrekking tot de omstandigheden rond de Val van Srebrenica. Het instituut ging onderzoek doen naar het bestaan van 'geheime afspraken' rond niet militair ingrijpen door middel van luchtaanvallen.
De resultaten werden in 2016 gepubliceerd. Hoewel er nieuw materiaal aan het licht kwam, bevatte dit geen feiten die leidden tot nieuwe of andere conclusies over het verlenen van luchtsteun en het bestaan van voorkennis.

## Opname in geschiedeniscanon
De val van Srebrenica is opgenomen in de Canon van Nederland van de commissie-Van Oostrom. In een speciale bijlage van het tijdschrift Checkpoint van het Veteranen Instituut is er veel kritiek op de lezing die wordt gepresenteerd in de Canon van Nederland. Naast dat er feitelijke verschillen zitten in de versies voor het basis- en het voortgezette onderwijs worden er, volgens voormalig NIOD-onderzoeker Koedijk, ook feitelijke onwaarheden gepresenteerd. Koedijk noemt het een "Verreikende misvatting".
De vereniging Dutchbat III vroeg in juli 2020 de redactie van de Canon van Nederland om opheldering en rectificatie, maar kreeg geen antwoord.

## Herdenking
De val van de enclave Srebrenica en de daaropvolgende gebeurtenissen in 1995, zijn in Nederland onderwerp van een nationale herdenking. Deze wordt jaarlijks op 11 juli op het Plein in Den Haag gehouden onder het tweetalige motto: 'Nooit vergeten – Nikad ne zaboraviti'. Naast het herdenken van de slachtoffers, is het doel van de publiekelijke bijeenkomst om de nabestaanden een hart onder de riem te steken. Daarbij zijn ook Dutchbatveteranen zelf welkom.
Op 11 juli 1996 werd de eerste Srebrenicaherdenking in Den Haag georganiseerd door het Comité Voormalig Joegoslavië. Het ministerie van Defensie hangt sinds 2016 tijdens de herdenking de Nederlandse vlag halfstok nadat een delegatie van oud-Dutchbatters hierop had aangedrongen. Ook de ambassade van Bosnië en Herzegovina in Den Haag hangt de vlag halfstok.
Vanaf 2018 wordt de jaarlijkse herdenking georganiseerd door een samenwerkingsverband van de volgende Nederlandse en Bosnisch-Nederlandse organisaties:
- de (Nederlandse) Vereniging van Overlevenden van de Srebrenicagenocide 1995;
- BiH Platform, de overkoepelende organisatie van in Nederland wonende burgers uit Bosnië-Herzegovina;
- Mladi BiH, een organisatie voor Bosnische jongeren in Nederland opgericht op initiatief van het BiH Platform;
- IVBN, de 'Islamitische Vereniging voor Bosniakken in Nederland';
- SGTRS, de 'Stichting Geschiedenis Totalitaire Regimes en hun Slachtoffers', die zich inspant om de geschiedenis levend te houden van de deling van Oost- en West-Europa; en
- ICHI, het 'Internationaal Comité voor Humanitair Ingrijpen', dat oproept tot het – met militair ingrijpen – beschermen van weerloze mensen die zichzelf niet kunnen verdedigen.

De herdenking begint elk jaar officieel om 15.00 uur en eindigt rond 17.00 uur, na het loslaten van ballonnen ter nagedachtenis van de slachtoffers.
De Algemene Vergadering van de VN besloot op 23 mei 2024 om voortaan jaarlijks op 11 juli de genocide in Srebrenica te herdenken. De Servische regering en Servische leiders in Bosnië-Herzegovina reageerden afwijzend.

### Monument
In juli 2020 werd door de Haagse burgemeester Jan van Zanen bij gelegenheid van de 25-jarige herdenking van de Val van Srebrenica de oprichting van een monument aangekondigd, zoals was voorgesteld door de gemeenschap van Bosnische vluchtelingen in Nederland.